# Канепинета (Витербо)
Канепинета је насеље у Италији у округу Витербо, региону Лацио.
Према процени из 2011. у насељу је живело 68 становника. Насеље се налази на надморској висини од 454 м.